# Chiesa di Santa Teresa a Monserrato
La chiesa di Santa Teresa a Monserrato, anche nota come Santa Teresina, era una chiesa di Roma che si trovava nella via di Monserrato, nel rione Regola, proprio di fronte alla chiesa di San Giovanni in Ayno. Era dedicata a santa Teresa d'Avila. Fu demolita nel 1880.

## Storia e descrizione
Nel 1759, i carmelitani scalzi lasciarono la loro vecchia chiesa dei Santi Teresa e Giovanni della Croce dei Carmelitani, nella piazza del Monte di Pietà, e insediarono la loro curia generale nel palazzo Rocci, lungo la via di Monserrato, il che portò alla costruzione di una piccola chiesa dedicata a santa Teresa. La curia si trasferì nuovamente, nel 1860, nella cappella di Santa Teresa dello Scalone, e infine nella basilica di Santa Teresa d'Avila nel 1902. Subito dopo la presa di Roma (1870), la piccola chiesa fu sconsacrata e il palazzo Rocci fu comprato dal principe Emilio Altieri, il quale, nel 1880, ricostruì tutto il complesso e fece demolire la chiesa. Secondo Mariano Armellini, era già stata demolita nel 1891.
Sopra l'entrata della chiesa c'era un tondo con un affresco che raffigurava san Giovanni della Croce. Era incorniciato da volute e festoni ed era coronato da un frontone curvo. La chiesa propriamente detta era di forma rettangolare e l'altare ospitava una statua della Madonna. Due dei dipinti che si trovavano all'interno erano di Gaspare Serenari e Giuseppe Peroni.